# Alberto Crespo Rodas
Alberto Crespo Rodas (La Paz, Bolivia; 21 de septiembre de 1917 - La Paz, Bolivia; 30 de agosto de 2010) fue un historiador, escritor y diplomático boliviano. Es considerado uno de los principales historiadores bolivianos del siglo XX, especialmente por sus investigaciones sobre la colonia, basadas en documentación original de archivo, publicadas en decenas de libros. También se ha valorado su participación en la creación del Archivo de La Paz y la carrera de Historia de la Universidad Mayor de San Andrés.

## Biografía
Alberto Crespo nació el 21 de septiembre de 1917 en la ciudad de La Paz. Fue hijo de Luis S. Crespo, quien fuera connotado periodista e investigador historiográfico. Alberto realizó estudios de secundaria en el Colegio La Salle de La Paz. Al terminar el bachillerato dejó el seno familiar para trabajar en la mina de Laramcota por un corto tiempo.
En su juventud, se enroló en la militancia de Partido de Izquierda Revolucionaria (PIR), bajo la dirección de José Antonio Arze. Durante los años 40 y principios de los 50 ocupó diferentes cargos diplomáticos, incluyendo la secretaría de las embajadas de Lima (1943), Buenos Aires (1949), y la Santa Sede (1951-52).
El PIR sufrió un revés electoral en 1951 que culminó con la revolución de 1952 liderada por el Movimiento Nacionalista Revolucionario (MNR), partido con el que estuvo enfrentado prácticamente desde su fundación. El nuevo gobierno exilió a Crespo Rodas en el Perú, donde este radicó por varios años y realizó estudios de Historia en la Universidad San Marcos.
Regresó a Bolivia en 1968, e inmediatamente se incorporó como profesor en la Universidad Mayor de San Andrés, especializándose en las ramas de Historiografía y Paleografía.
En 1971 fundó y organizó el Archivo Histórico de La Paz, catalogando, ordenando y clasificando la documentación existente, sobre la base de los archivos de la Corte de Distrito de La Paz que serían vendidos a una fábrica de papel. Crespo Rodas ejerció la dirección hasta 1989 cuando fue nombrado embajador en Ecuador. En 1972 fundó la Sociedad Boliviana de Historia.
Su obra bibliográfica se basó en el análisis documental de fuentes originales, muchas de las cuales no habían sido estudiadas anteriormente, como es el caso de muchos documentos del Archivo de La Paz. Gran parte de sus ensayos artículos y libros se centran precisamente sobre la historia de su ciudad natal, en especial durante la colonia, como Historia de la ciudad de La Paz, siglo XVI, El corregimiento de La Paz, 1548-1600 o La vida cotidiana en La Paz durante la guerra de la independencia, 1800-1825. Una de sus obras más conocidas y difundidas es sin duda La guerra entre Vicuñas y Vascongados, Potosí 1622-1625, que trata sobre los conflictos y rivalidades entre grupos de poder en Potosí. Otros trabajos incluyen la temática de la esclavitud durante la colonia (Esclavos Negros en Bolivia) y migrantes (Alemanes en Bolivia), entre otros. Varios de sus ensayos y artículos, algunos de ellos inéditos, fueron recopilados en Fragmentos de la Patria, una obra póstuma editada por Clara López Beltrán que incluye trabajos monográficos sobre la sociedad e instituciones de Charcas, las revoluciones indígenas de finales del XVIII y episodios de la independencia y la Confederación Perú-Boliviana.
En 1995, historiador reeditó el periódico El Cóndor de Bolivia, en una edición conmemorativa del segundo centenario del nacimiento del Mariscal de Ayacucho, Antonio José de Sucre, apoyado por el Banco Central de Bolivia. Este fue el primer periódico de Bolivia, luego de su independencia.

## Galardones
- Cóndor de los Andes, Gran Cruz (2004)
- Premio Nacional de Cultura (1988)
- Escudo de Armas de Nuestra Señora de La Paz (1987)

## Obra

### Historia
- La guerra entre Vicuñas y Vascongados, Potosí 1622-1625 (1956)
- Historia de la ciudad de La Paz, siglo XVII (1961)
- El corregimiento de La Paz, 1548-1600 (1972)
- La vida cotidiana en La Paz durante la guerra de la independencia, 1800-1825 (c. René Arze Aguirre et al., 1975)
- Esclavos negros en Bolivia (1977)
- Alemanes en Bolivia (1978)
- Alonso de Mendoza (1980)
- Siporo (coautor, 1984)
- Los exiliados bolivianos, Siglo XIX (1997)
- Fragmentos de la patria (2010)

### Memorias
- Tiempo contado (1985)
- Recuerdo crepuscular (2002)